# 井手上梓
井手上 梓（いでがみ あずさ、1994年7月6日 - ）は、日本の元ファッションモデル。大阪府出身。タンバリンアーティスツに所属していた。

## 人物
- 2008年、ローティン向けファッション雑誌『ピチレモン』（学研）の第16回読者モデルオーディションでグランプリを受賞。
- 好きな食べ物はイチゴと肉[1]。
- 好きな言葉は「笑」[1]。

## 出演

### 雑誌
- ピチレモン（2008年6月号 - 2011年5月号、学研） - 専属モデル

### CM
- ニンテンドーDSソフト「牧場物語 ようこそ!風のバザールへ」（2008年、マーベラスエンターテイメント）